# Életrevalók (film, 2011)
Az Életrevalók (eredeti cím: Intouchables) 2011-ben bemutatott francia filmdráma-vígjáték Olivier Nakache és Éric Toledano rendezésében. A főszerepet François Cluzet és Omar Sy alakítja. A film valós történeten alapul, mellyel a rendezők egy 2004-es dokumentumfilmben találkoztak. Mindössze kilenc héttel a franciaországi bemutató után a második legsikeresebb filmmé vált a nézőszám tekintetében a 2008-as Isten hozott az Isten háta mögött után.
A film 2011-ben Franciaországban kulturális jelenséggé vált a francia szavazók 52%-a szerint.

## Rövid történet
Miután egy siklóernyős baleset következtében lebénul, egy arisztokrata felbérel egy fiatalembert, hogy legyen a gondozója.

## Cselekmény
|  | Alább a cselekmény részletei következnek! |

Egy afrikai származású sofőr békésen vezet a kocsisorban, a párizsi éjszakában, és időnként figyelmes pillantást vet a mellette ülő, körszakállas, bajuszos, fehér utasára. Egyszer csak kilő a sorból és száguldani kezd a sötét színű Maserati Quattroporte V. Hamarosan egy szirénázó rendőrautó ered a nyomukba. A sofőr 100 euróval arra fogad, hogy le tudja rázni a rendőröket. Utasa tartja a tétet.
Ez majdnem sikerül neki, de egy másik rendőrautó keresztbe fordul előtte, így kénytelen megállni. Ekkor a két férfi arra fogad, hogy fognak-e díszkíséretet adni nekik a rendőrök. A 200 euróra emelt tétet a színes bőrű sofőr nyeri meg, mert azt mondja a rendőröknek, hogy mozgássérült utasa súlyos beteg és sürgősen kórházba kell szállítania. Ennek hihetőségéhez a fehér férfi által szándékosan produkált, látványos, nyálcsorgató roham is hozzájárul.
Ezután az előzményeket ismerjük meg, amik több hónappal korábban játszódtak le.
Philippe, a gazdag francia arisztokrata párizsi lakosztályában állandó ápolót keres maga mellé. Philippe ugyanis egy baleset következtében nyaktól lefelé megbénult, csak a fejét tudja önállóan mozgatni. Az állásra rengetegen jelentkeznek, köztük sok a jól képzett ápoló, de vannak képzetlenek is. Közéjük tartozik Driss, egy szenegáli származású magas fiatalember, aki igazából nem is az állásra akar jelentkezni, csak arra van szüksége, hogy igazolást adjanak róla: jelentkezett az állásra, mert a harmadik elutasított jelentkezés a feltétele annak, hogy munkanélküli segélyt kapjon.
Philippe-et bosszantja a fiatalember műveletlensége (nem ismeri Berliozt például) és arroganciája (rögtön flörtölni kezd a vörös hajú Magalie-val, aki a jelentkezőket kikérdezi és feljegyzéseket készít róluk), de azt mondja neki, hogy másnap reggel 9-kor megkapja a papírt.
Driss este hazamegy egy lakótelepi lakásba, ahol rengeteg gyerek van (később kiderül, hogy a féltestvérei). Amikor anyja hazaér, kiderül, hogy Drisst már fél éve nem látta, meg is mondja neki, hogy azonnal menjen el és ne jöjjön vissza többet. Driss éjszaka a haverjaival lóg egy darabig.
Másnap reggel elmegy az igazolásért. Yvonne, egy idősebb nő megmutatja neki a lakás helyiségeit. Drisst sokkolja a fürdőszoba látványa, ami ápolóként járna neki (előző este nem tudott nyugodtan megfürdeni a szűk kis kádban, ahol 2-3 gyerek állandóan fogat mosott mellette). Philippe-et éppen masszírozzák. Philippe szerint az állandó ápolók csak pár hétig bírják ki mellette, és próbaidőre felajánlja Drissnek az állást. Driss kihívásnak fogja fel a dolgot, bár a betanulásnál már az egészségügyi harisnya felhúzását is nehezen hajtja végre (a filmben nem láthatók ennél intimebb részek, bár utalás történik rá, hogy természetszerűleg Drissnek kell a székelés utáni tisztogatást is elvégeznie). Amikor ki akarnak mozdulni, eredetileg egy Renault Kangoo autóba kellene beraknia Philippe-et, Driss azonban inkább a ponyvával letakart Maserati Quattroporte V-t választja helyette, amit Philippe is örömmel fogad.
Driss egy teljesen más életstílust ismer meg és ugyanúgy Philippe is. Philippe szereti a komolyzenét és a verseket, ő maga is ír. Driss kedvence az Earth, Wind and Fire együttes, lenézi a nonfiguratív festészetet és az operákat.
Driss közelében állandóan ott van egy „bébifon”-nak nevezett adóvevő. Egyik éjszaka Philippe-nek minden különösebb ok nélkül hiperventillációja van. Driss megijed, nem tudja, mit csináljon, majd ösztönösen hideg vizes borogatást alkalmaz, amitől Philippe kissé jobban lesz.
Philippe-et egyik barátja beszélgetésre hívja. Miközben Driss kint várakozik a hóban, figyelmezteti Philippe-et, hogy Driss veszélyes lehet, több kisebb bűnügyben részt vett, fél évig börtönben is volt ékszerrablásért. Philippe azt válaszolja neki, hogy nem érdekli a férfi múltja.
Egy kiállítási megnyitó előtt Philippe hosszasan néz egy nonfiguratív festményt, ami néhány piros pacából áll. Driss viccesnek találja, hogy Philippe-nek tetszik a kép és meg akarja venni 41 000 euróért, amiről le akarja beszélni, de ez nem sikerül. Philippe azt mondja neki, hogy a művészettel az ember nyomot hagy maga után.
Philippe elmondja Drissnek, hogy nagyon szerette a feleségét, akinek nem lehetett gyereke (többször elvetélt), ezért örökbe fogadtak egy kislányt, majd az asszony súlyos beteg lett, és meghalt. Philippe ez után az extrém sportokra vetette magát. Egy ejtőernyős ugrás alkalmával rosszul érkezett a talajra, a gerince eltört a 3. és 4. csigolya között, és emiatt nyaktól lefelé megbénult. Sem mozgatni nem tudja a tagjait, sem fájdalmat nem érez. Ezt korábban Driss már tesztelte, a forró teáskannát nyomta a férfi lábához, majd gőzölgő forró vizet öntött rá, de semmilyen reakciót nem kapott. A kísérletet a masszőrnő szakította félbe.
Philippe örökbe fogadott lánya, Elisa tiszteletlenül viselkedik Driss-szel. Driss figyelmezteti Philippe-et, hogy a lányt kordában kellene tartania, illetve felajánlja, hogy leken neki néhány atyai pofont. Philippe a beszélgetés mellett dönt, ami hatásosnak bizonyul. Driss a kiállítóteremben látott festményhez hasonló stílusban megfest egy nonfiguratív képet, amit Philippe (magában mulatva) egyik sznob barátjának elad 11 000 euróért azzal a megjegyzéssel, hogy „a művész kezdő, de később híres lehet, és a kép sokkal többet fog érni”. A pénzt odaadja Drissnek.
Philippe születésnapján a rokonság és a barátok összegyűlnek és a szalonban egy komolyzenei együttes által előadott klasszikus zenei koncertet hallgatnak meg. Driss ekkorra már a Philippe által kiválasztott és kifizetett, elegáns sötét öltönyben jár (addig farmert és dzsekit hordott). A koncert befejeződése után Driss egy Earth, Wind and Fire számot hangosít ki, táncolni kezd és másokat is erre biztat (a tánc ragadósnak bizonyul).
Driss felfedezi, hogy Philippe rendszeresen levelezik valakivel. Kiderül, hogy fél éve tart a kapcsolat, amelyet Philippe teljes mértékben lelki kapcsolatnak minősít, és Driss-szel szemben nem érzi szükségét annak, hogy más módon is megismerje az Eleonore nevű hölgyet. Amikor éppen költői sorokat diktál a vörös hajú titkárnőjének, Driss közbeavatkozik, és felhívja a levélben megadott számot, majd Philippe füléhez teszi a mobilt. Philippe kínosan érzi magát, de randevút beszél meg a Dunkerque-ben élő hölggyel (aki nem tudja, hogy Philippe tolószékben él).
Philippe és Driss megbeszéli, hogy Philippe egy fényképet küld magáról a hölgynek, amin diszkréten a tolószék is látható. Philippe ezt a levél elküldése előtt Yvonne-nal kicserélteti egy másik képre, amin egészségesen látható.
Philippe már órákkal a randevú előtt a helyszínen van egy kávéházban, de az utolsó pillanatban visszavonulót fúj Yvonne számára, aki felhívja Drisst, aki éppen anyját figyeli, amint a munkahelyéről, ahol takarít, hazafelé indul.
Philippe elviszi Drisst egy magánrepülőgépen (ahol csak ők ketten vannak utasok) egy siklóernyős hétvégére. Driss igencsak tiltakozik, de végül élvezi a dolgot. Mindketten úgy repülnek, hogy egy tapasztaltabb siklóernyős van velük.
Adama, Driss fiatalabb féltestvére nála keres menedéket. Driss beszél egy bandataggal, akikkel Adama el szokott menni, de ennek eredményességéről nem tudunk meg semmit.
Philippe azt tanácsolja Drissnek, hogy keressen más elfoglaltságot magának, hiszen „bizonyára nem akar egész életében tolószéket tologatni”. Driss visszatér a haverjaihoz.
Philippe újabb ápolót alkalmaz, akivel nincs megelégedve, mert nem figyel rá annyira, mint Driss tette. Philippe szakállt és bajuszt növeszt. Yvonne aggódik Philippe miatt, és felhívja Drisst, aki el is jön Philippe-hez. Először elviszi arra az utazásra, amelynek az eleje a film elején látható volt. Az éjszakai vezetés után megérkeznek a tengerhez, aminek látványa lenyűgözi Philippe-et, majd Driss vicces módon megborotválja Philippet. Driss egy étterembe viszi, majd magára hagyja, miután közli vele, hogy egy randevút hozott össze Eleonore-ral. Philippe kissé pánikba esik, de Driss biztatóan mosolyog rá, immár a kirakaton kívülről. Nemsokára megérkezik Eleonore, aki átlagos kinézetű, de igen csinos.
A film utolsó pillanataiban az igazi Philippe és ápolója, Abdel látható (aki algériai származású arab) egy hegyoldalban.
|  | Itt a vége a cselekmény részletezésének! |

## Szereposztás

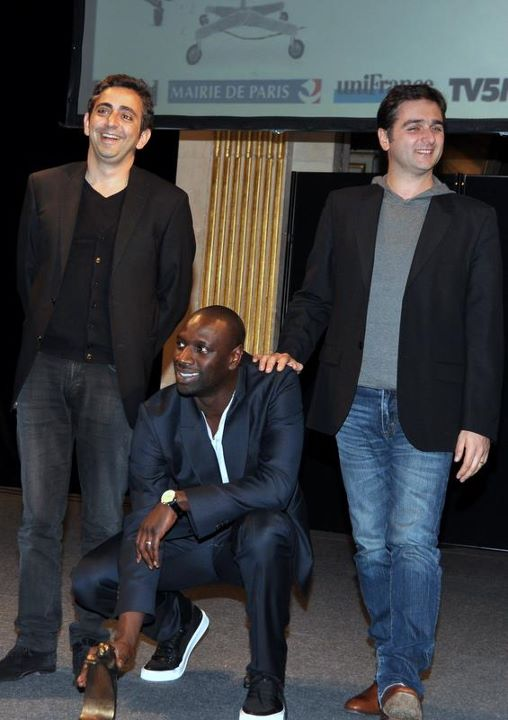
A film rendezői, Éric Toledano és Olivier Nakache és a főszereplő Omar Sy a 2012-es Lumière-díjátadó ceremónián

- François Cluzet (Dunai Tamás): Philippe, gazdag arisztokrata mozgássérült
- Omar Sy (Galambos Péter): Driss, Philippe ápolója
- Audrey Fleurot (Major Melinda): Magalie
- Clotilde Mollet (Ősi Ildikó): Marcelle
- Anne Le Ny (Igó Éva): Yvonne
- Alba Gaïa Bellugi (Csifó Dorina): Elisa, Philippe fogadott lánya
- Cyril Mendy (Berkes Bence): Adama, Driss féltestvére
- Christian Ameri (Cs. Németh Lajos): Albert
- Grégoire Oestermann (Fazekas István): Antoine
- Marie-Laure Descoureaux: Chantal, szobaasszony
- Absa Dialou Toure: Mina
- Salimata Kamate: Fatou
- Dorothée Briere Meritte: Eléonore

## Fogadtatás
A film a bemutatója után négy héttel 2011-ben, Franciaországban a legnézettebb film lett.
Tizenhat hét után Franciaországban 19 millió néző látta, ezzel minden idők második legnézettebb francia filmje lett Franciaországban (a külföldi filmeket is figyelembe véve a harmadik).
2012. január 10-én francia rekordot állított fel azzal, hogy tíz héten át folyamatosan a legnézettebb film volt.
A film más európai országokban is jól szerepelt. Németországban kilenc egymás utáni héten vezette a nézettségi listát, Ausztriában hat hétig, Olaszországban, Spanyolországban, Belgiumban és Svájcban egy-egy hétig.
2012. március 20-ra az Életrevalók lett „a legjobban jövedelmező, nem angol nyelvű film” 281 millió USD-vel. Az előző rekordot a Chihiro Szellemországban című japán rajzfilm tartotta 275 millió USD-vel.

## Fontosabb díjak, jelölések
24. Tokiói filmfesztivál (2011)
- Szakura nagydíj

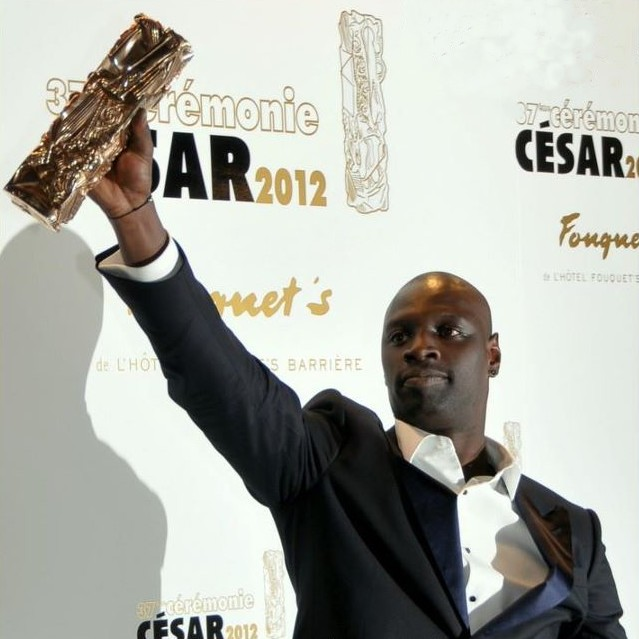
Omar Sy a 37. César-díj ceremónián, ahol megkapta a legjobb színész díjat

- legjobb színész – François Cluzet és Omar Sy

16. „City of Lights, City of Angels” filmfesztivál (2012)
- közönségdíj
- a kritikusok különdíja

14. nemzetközi filmfesztivál, Wisconsin (2012)
- legjobb film
- közönségdíj
- „A francia film” magazin díjai (2011)[11]
- közönségdíj, TF1
- Kristály Glóbusz – legjobb francia film
- díjak díja
- Lumières-díj (2012)
- Lumières-díj, legjobb színész – Omar Sy

Karlovy Vary-i Nemzetközi Filmfesztivál (2012)
- legjobb film
- legjobb színész – Omar Sy

César-díj (2012)
- díj: legjobb színész – Omar Sy
- jelölés: legjobb film
- jelölés: legjobb rendező
- jelölés: legjobb eredeti forgatókönyv
- jelölés: legjobb színész (François Cluzet)
- jelölés: legjobb mellékszereplő színésznő (Anne Le Ny)
- jelölés: legjobb operatőr
- jelölés: legjobb vágás
- jelölés: legjobb hang

## Érdekesség
- Omar Sy az első színesbőrű színész, aki megkapta a César-díjat.
- A The Weinstein Company megszerezte a film angol nyelvű változatának elkészítési jogát az angol nyelvű országok, Skandinávia és Kína területére.[12]

## Zenei anyag
1. Ludovico Einaudi – "Fly" (3:20)
2. Earth, Wind & Fire – "September" (3:33)
3. Omar Sy, François Cluzet & Audrey Fleurot – "Des références..." (1:08)
4. Ludovico Einaudi – "Writing Poems" (4:09)
5. George Benson – "The Ghetto" (4:57)
6. Omar Sy & François Cluzet – "L'arbre qui chante" (1:01)
7. Terry Callier – "You're Goin' Miss Your Candyman" (7:18)
8. François Cluzet & Omar Sy – "Blind Test" (2:21)
9. Earth, Wind & Fire with The Emotions – "Boogie Wonderland" (4:45)
10. Ludovico Einaudi – "L'origine nascosta" (3:12)
11. Nina Simone – "Feeling Good" (2:53)
12. Ludovico Einaudi – "Cache-cache" (3:51)
13. Angelicum De Milan – "Vivaldi: Concerto pour 2 violons & Orchestra" (3:21)
14. Ludovico Einaudi – "Una mattina" (6:41)
15. Vib Gyor – "Red Light" (4:29)

## Fordítás
- Ez a szócikk részben vagy egészben  a   The Intouchables című angol Wikipédia-szócikk fordításán alapul.  Az eredeti cikk szerkesztőit annak laptörténete sorolja fel. Ez a jelzés csupán a megfogalmazás eredetét és a szerzői jogokat jelzi, nem szolgál a cikkben szereplő információk forrásmegjelöléseként.
- Ez a szócikk részben vagy egészben  az   Intouchables (film) című francia Wikipédia-szócikk fordításán alapul.  Az eredeti cikk szerkesztőit annak laptörténete sorolja fel. Ez a jelzés csupán a megfogalmazás eredetét és a szerzői jogokat jelzi, nem szolgál a cikkben szereplő információk forrásmegjelöléseként.